# Godziny mniejsze

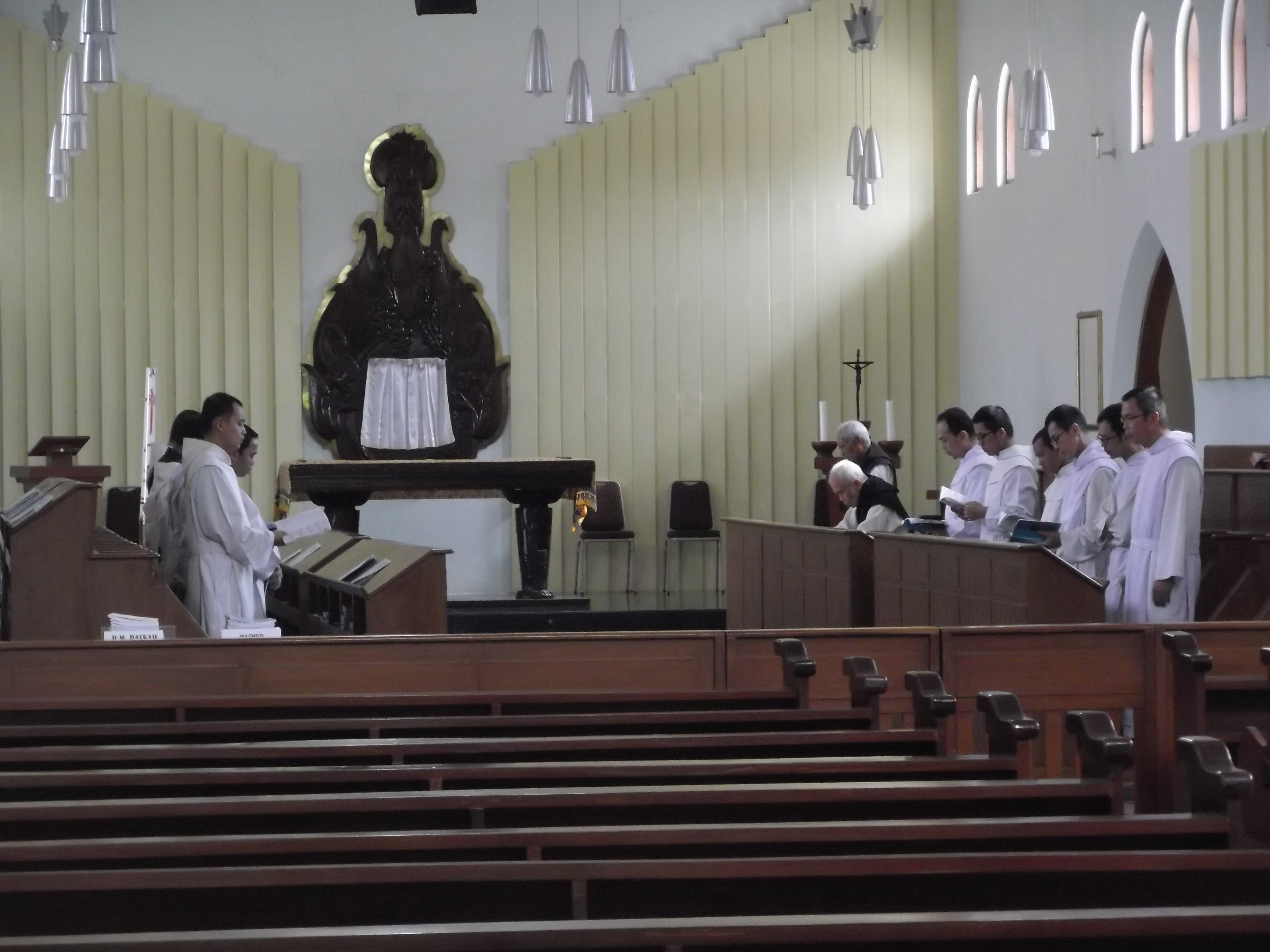
Trapiści z indonezyjskiego opactwa Rawaseneng podczas chórowej recytacji tercji

Godziny mniejsze (łac. horae minores) – termin z zakresu liturgiki: w przedsoborowych wersjach obrządku rzymskiego określenie niektórych godzin kanonicznych.

## Tradycyjne wersje obrządku rzymskiego
W tradycyjnym układzie Brewiarza Rzymskiego godziny kanoniczne dzieli się na większe i mniejsze. Godzinami większymi są matutinum, laudesy i nieszpory, natomiast godzinami mniejszymi są pryma, tercja, seksta, nona i kompleta. Nazwy godzin kanonicznych pochodzą od tradycyjnego sposobu oznaczania godzin dnia, który zaczynał się o wschodzie słońca (godzina pierwsza), w południe przypadała godzina szósta, a rachuba kończyła się o zachodzie (godzina dwunasta). W związku z tym:
- pryma jest modlitwą o pierwszej godzinie, czyli o wschodzie słońca (łac. prima – pierwsza);
- tercja jest modlitwą przedpołudniową (łac. tertia –  trzecia);
- seksta jest modlitwą południową (łac. sexta – szósta);

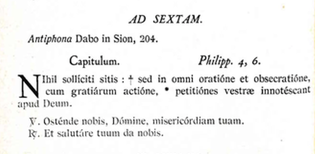
Fragment z Antiphonale Monasticum (1934): antyfona, kapitulum i werset na sekstę III niedzieli Adwentu

- Fragment z Antiphonale Monasticum (1934): antyfona, kapitulum i werset na sekstę III niedzieli Adwentunona jest modlitwą popołudniową (łac. nona – dziewiąta).

Kompleta jest modlitwą na zakończenie dnia.
W układzie brewiarza sprzed reform Piusa X w czasie prymy, tercji, seksty i nony codziennie odmawiano psalm 118 (119) podzielony na jedenaście sekcji. W układzie po reformach zachowano odmawianie całego psalmu 119 w niedziele i święta I klasy, natomiast na inne dni przewidziano inne psalmy.

## Odpowiednik w nowym obrządku rzymskim
Według układu zreformowanego po soborze watykańskim II pryma została zniesiona, a większość osób zobowiązanych do odmawiania godzin kanonicznych musi odmówić tylko jedną z trzech godzin (tercję albo sekstę, albo nonę). W układzie posoborowym terminu „godziny mniejsze” nie używa się, a zbiorczym terminem na określenie tercji, seksty i nony jest hora media (w polskim przekładzie Liturgii Godzin „modlitwa w ciągu dnia”). Miejsce komplety pozostało niezmienione. Psalm 118 (119), podzielony na 22 sekcje, znajduje się w odpowiednich miejscach schematu czterotygodniowego.

## Obrządek bizantyjski
W obrządku bizantyjskim rzymskim godzinom mniejszym odpowiadają godziny (gr. ὧραι). Pryma jest modlitwą na początku dnia, tercja upamiętnia zesłanie Ducha Świętego, seksta – ukrzyżowanie Chrystusa, a nona – Jego śmierć.